# Rudi Cranz
Heinz-Rudolf « Rudi » Cranz, né le 2 septembre 1918 à Uccle (Belgique) et mort le 22 juin 1941 sur le front russe en Pologne, est un ancien skieur alpin allemand.
Il est le frère de la championne Christl Cranz.

## Arlberg-Kandahar
- Vainqueur du slalom 1937 à Mürren